# 希斯皮里亚 (加利福尼亚州)
希斯皮里亚（英語：Hesperia），是美国加利福尼亚州圣贝纳迪诺县下属的一座城市。建市于1988年7月1日，面积大约为73.1平方英里（189.3平方公里）。根据2010年美国人口普查，该市有人口90,173人。